# Факунд и Примитив
Факу́ндо и Примити́во (лат. Facundus et Primitivus, исп. Facundo y Primitivo) — христианские святые времён Диоклетиана, почитаемые православной и католической церквями в лике мучеников.

## Общие сведения

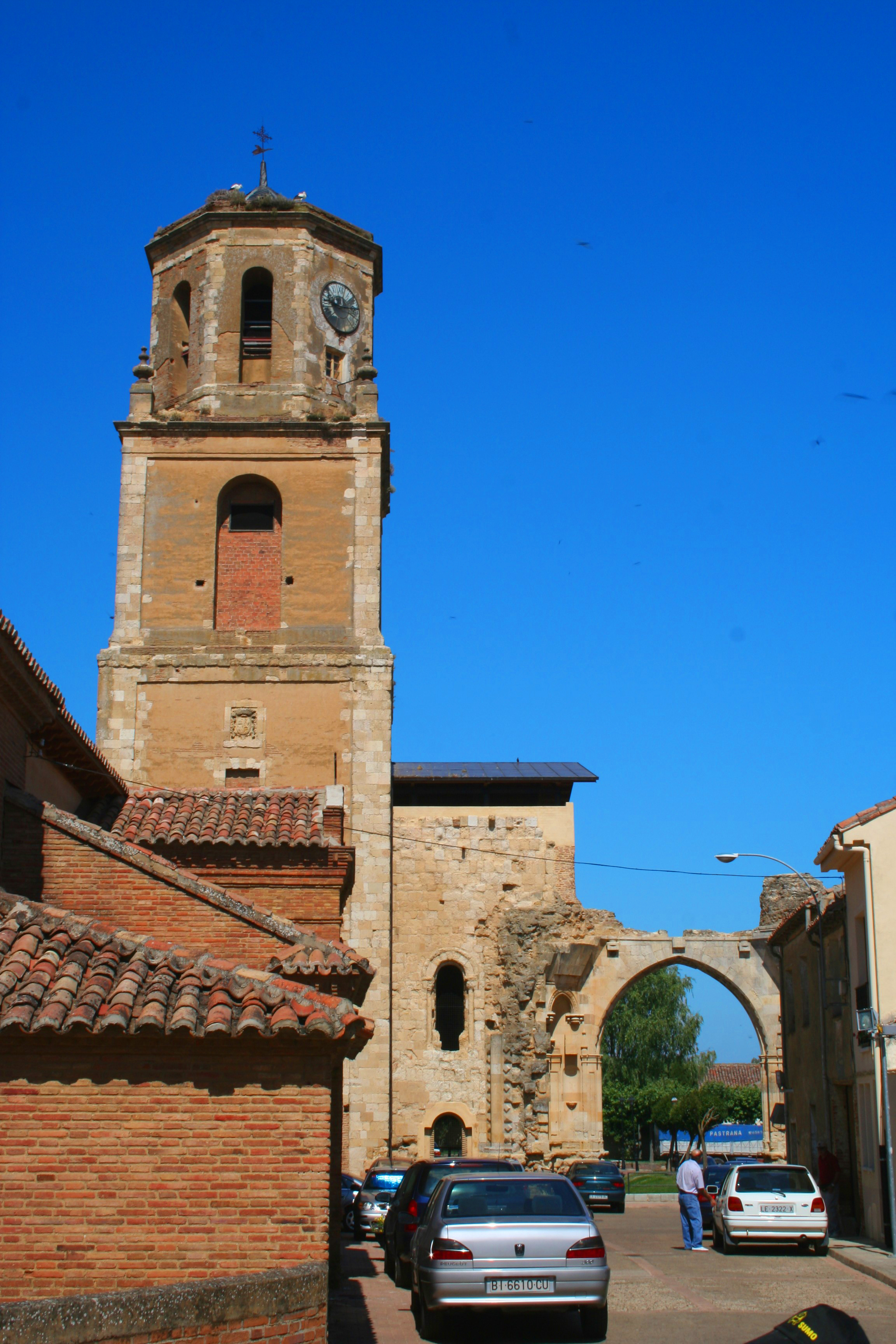
Сохранившаяся башня бенедиктинского монастыря (г. Саагун)

Предполагается, что Факунд и Примитив родились во второй половине III веке в испанском Леоне. Они жили во времена Диоклетиана, исповедовали христианство. За отказ от участия в поклонении римским богам, их пытали, а 27 ноября 304 года обезглавили на берегу реки Сеа. В соответствии с преданием, из их шей хлынуло молоко и кровь. Тела мучеников бросили в реку, но ниже по течению их вынесло на берег. Здесь Факундо и Примитиво были захоронены.
У их могилы со временем была построена церковь, а позже образовался бенедиктинский монастырь. Рядом проходила одна из римских дорог и поселение вокруг монастыря постепенно превратилось в город. Его название — Саагун (исп. Sahagún), предположительно, возникло по упрощению слов Святой Факунд (исп. San Facundo).

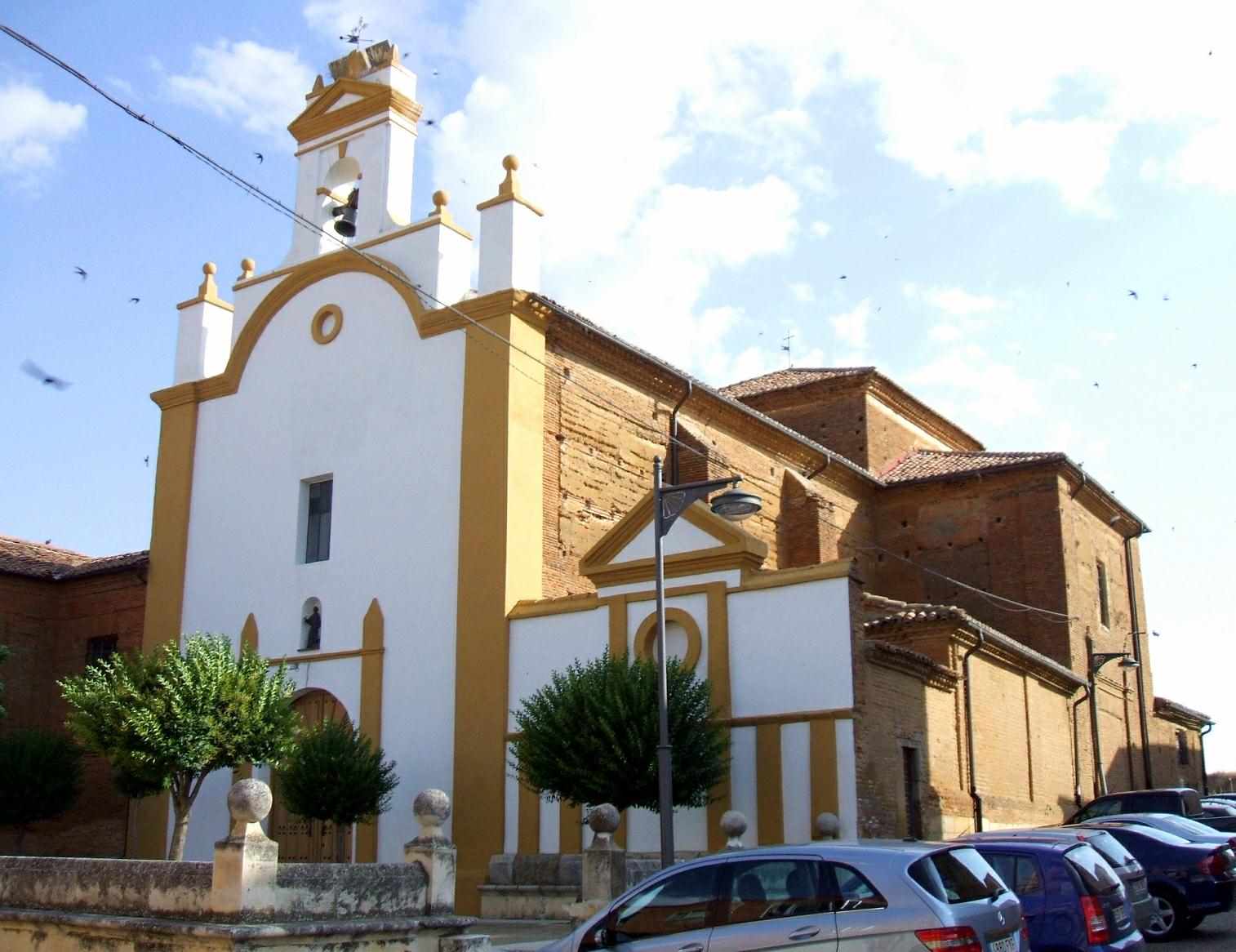
Церковь Святого Иоанна (San Juan) — место нахождения мощей св. Факундо и Примитиво (г. Саагун)

## Память
Святые мученики Факунд и Примитив очень давно, ещё со времен реконкисты, стали особо почитаемыми в Кордове:333. Одним из первых письменных подтверждений этого факта, являются слова Альфонсо Великого имеющиеся в хрониках за 22 октября 904 года.
В Испании существует три церкви Святых Факунда и Примитива (исп. Iglesia de San Facundo y San Primitivo). Одна из них, в частности, находится в городе Сильо муниципалитета Мольедо (исп. Molledo), где они являются святыми покровителями.
Основная часть мощей святых Факунда и Примитива долгое время находилась в бенедиктинском монастыре Саагуна. В 1835 году монастырь прекратил существование и останки святых перенесли в церковь XVII века Святого Иоанна (исп. San Juan), где они расположены по сей день. Кроме того, мощи святого Факунда сохраняются в венесуэльском соборе Сан-Кристобаль (г. Барселона). Часть мощей святого Примитива, являющегося одним из покровителей чешского города Брно, находится в этом городе, в костехранилище костёла Святого Якуба.

### Тёзка святого Примитива
Тёзкой святого Примитива является один из святых сыновей святой Симфорозы, смертельно раненный в пупок в первой половине II века.